# Warsow
War§ow eller Warsow är ett FPS-datorspel med öppen källkod för Microsoft Windows och Linux. Spelet påminner om Quake 3 och cpma. Fokuserar på esports. Spelet finns att ladda ner gratis på www.warsow.net

## Speltyper
Team DeathMatch, DeathMatch,
Duel, Capture The Flag,
Race, Clan Arena,
DeathMatch Arena, Bomb and Defuse,
Team Domination, FreezeTag,
Item control, Instagib,
Headhunt